# Новая Орья
Новая Орья (баш. Яңы Уръя) — деревня в Янаульском районе Республики Башкортостан Российской Федерации. Входит в состав Байгузинского сельсовета.

## География

### Географическое положение
Расположено на речке Орья. Расстояние до:
- районного центра (Янаул): 19 км,
- центра сельсовета (Байгузино): 2 км,
- ближайшей ж/д станции (Янаул): 19 км.

## История
Деревня известна с 1786 года, основана марийцами деревни Орья на вотчинных землях башкир Уранской волости Бирского уезда. В 1834 году — 196 жителей, в 1859 году — 304 жителя.
В 1870 году — деревня Новая Орья 3-го стана Бирского уезда Уфимской губернии, 60 дворов и 341 житель (177 мужчин и 164 женщины), все марийцы. Жители, кроме сельского хозяйства, занимались пчеловодством, имелось 3 водяные мельницы.
В 1896 году в деревне Новая Орья Байгузинской волости IV стана Бирского уезда — 98 дворов, 529 жителей (285 мужчин, 244 женщины).
По данным переписи 1897 года в деревне проживало 516 жителей (258 мужчин и 258 женщин), все были язычниками.
В 1906 году — 517 человек.
В 1920 году по официальным данным в деревне той же волости был 91 двор и 401 житель (194 мужчины, 207 женщин), по данным подворного подсчета — 437 марийцев и 4 русских в 94 хозяйствах. В 1926 году деревня относилась к Янауловской волости Бирского кантона Башкирской АССР.
В 1939 году население деревни составляло 318 жителей, в 1959 году — 256.
В 1982 году население — около 150 человек.
В 1989 году — 148 человек (64 мужчины, 84 женщины).
В 2002 году — 144 человека (74 мужчины, 70 женщин), марийцы (97 %).
В 2010 году — 149 человек (80 мужчин, 69 женщин).

## Население
| 2002 | 2009 | 2010 |
| ---- | ---- | ---- |
| 144  | ↗160 | ↘149 |